# HEART*IZ
《HEART*IZ》(한국어: 하트아이즈)는 대한민국과 일본의 합작 걸그룹 아이즈원의 두 번째 미니 음반이다. 2019년 4월 1일에 발매되었다.

## 개요
- 싱글 〈좋아한다고 말하게 하고 싶어〉(好きと言わせたい)의 통상반 Type-A와 B의 3번 트랙인 〈기분 좋은 안녕〉(ご機嫌サヨナラ)과 〈고양이가 되고 싶어〉(猫になりたい)가 번안되어 수록되었다.

## 발매 과정
2019년 3월 18일 오전 12시 30분에 SNS의 공식 계정을 통해서 컨셉트 트레일러 영상을 공개하면서 4월 1일 컴백을  알렸다. 3월 20일부터 나흘 동안 비올레타 버전의 개인 티저 사진을 SNS를 통해서 공개했으며 24일에는 단체 이미지가 공개됐다. 3월 25일에는 트랙 리스트가 공개됐다 26일에 사파이어 버전의 개인 포토와 단체 포토가 자정부터 12분동안 순차적으로 공개됐으며 27일에 하이라이트 메들리 영상이 공개됐다. 타이틀 곡의 뮤직 비디오의 첫 번째 티저가 28일에 공개됐으며 두 번째 티저가 아이즈원의 리얼리티 방송인 《아이즈원 츄 - 비밀친구》를 통해서 공개됐다. 3월 30일에는 온라인 커버 이미지를 공개했다. 그리고, 3월 30일에 유닛컷이 추가로 공개됐다. 4월 1일 오후 6시에 각종 음원 사이트를 통해서 음원과 뮤직 비디오가 공개됐다.

## 수록 내용
| #            | 제목                   | 작사                                   | 작곡                                                           | 재생 시간 |
| ------------ | ---------------------- | -------------------------------------- | -------------------------------------------------------------- | --------- |
| 1.           | 〈해바라기〉           | 텐조, 키비, EB                         | 텐조, MUNA (편곡: MUNA)                                        | 3:33      |
| 2.           | 〈비올레타〉           | 최현준, 김승수                         | 최현준, 김승수 (편곡: 박슬기)                                  | 3:21      |
| 3.           | 〈Highlight〉          | 최보카도, So Jay                       | 이태훈, Sam Carter, RAMI NU, bK (편곡: 이태훈)                 | 3:29      |
| 4.           | 〈Really Like You〉    | YOSKE, 김민주, 혼다 히토미, Alive Knob | EastWest(1by1), YOSKE (편곡: EastWest(1by1))                   | 3:11      |
| 5.           | 〈Airplane〉           | 이대휘, So Jay, 조윤경, 장여진         | 이대휘, 리시, Sumpson (편곡: 리시, Simpson)                    | 3:04      |
| 6.           | 〈하늘 위로〉          | KZ                                     | KZ, Nthonius (편곡: KZ, Nthonius)                              | 3:13      |
| 7.           | 〈고양이가 되고 싶어〉 | 김민주(번안), 아키모토 야스시          | Shintaro Fujiwara (편곡: Shintaro Fujiwara)                    | 4:17      |
| 8.           | 〈기분 좋은 안녕〉     | 이채연(번안), 아키모토 야스시          | 와타나베 토시히코 (편곡: 와타나베 토시히코, 하야카와 히로타카) | 4:21      |
| 총 재생 시간 | 총 재생 시간           | 총 재생 시간                           | 총 재생 시간                                                   | 28:29     |

## 차트
| 차트                                    | 최고순위 |
| --------------------------------------- | -------- |
| 대한민국 (가온 소매점 앨범 차트 (일간)) | 1        |
| 대한민국 (가온 앨범 차트 (주간))        | 1        |

| 차트                             | 최고순위 |
| -------------------------------- | -------- |
| 대한민국 (가온 소매점 앨범 차트) | 3        |

## 같이 보기
- 2020년 가온 앨범 차트 1위 목록